# チホムリ
チホムリ（チホメリ、チホムリャ）（ロシア語: Тихомль(Тихомель, Тихомля)）はキエフ・ルーシ期に存在した都市である。
チホムリは、しばしばヴォルィーニ公国とガーリチ公国の係争地となった。チホムリに関する最初の言及は、1152年のヴォルィーニ公イジャスラフとガーリチ公ウラジーミルとの戦闘に関する記述においてである。チホムリは現存せず、現ウクライナ・フメリニツキー州の村トィホメリに跡地が残る。